# Kurungrejo
Kurungrejo is een bestuurslaag in het regentschap Nganjuk van de provincie Oost-Java, Indonesië. Kurungrejo telt 4401 inwoners (volkstelling 2010).